# Балон (Дром)
Балон (фр. Ballons) насеље је и општина у источној Француској у региону Рона-Алпи, у департману Дром која припада префектури Нион.
По подацима из 2011. године у општини је живело 80 становника, а густина насељености је износила 4,64 становника/km². Општина се простире на површини од 17,23 km². Налази се на средњој надморској висини од 750 метара (максималној 1.390 m, а минималној 674 m).

## Демографија
| 1962. | 1968. | 1975. | 1982. | 1990. | 1999. | 2011. |
| ----- | ----- | ----- | ----- | ----- | ----- | ----- |
| 44    | 49    | 53    | 44    | 46    | 66    | 80    |

График промене броја становника у току последњих година